# ازیل جکسون
ازیل جکسون (انگلیسی: Aziel Jackson؛ زادهٔ ۲۵ اکتبر ۲۰۰۱) بازیکن فوتبال اهل ایالات متحده آمریکا است.
از باشگاه‌هایی که در آن بازی کرده است می‌توان به باشگاه فوتبال مینه‌سوتا یونایتد و باشگاه فوتبال سنت لوئیس سیتی اشاره کرد.
وی همچنین در تیم ملی فوتبال ایالات متحده آمریکا بازی کرده است.